# Dominic Joyce
Pour les articles homonymes, voir Joyce.
Dominic David Joyce (né le 8 avril 1968) est un mathématicien britannique.

## Carrière
Son baccalauréat et des études de doctorat ont été effectués au Merton College d'Oxford. Il a entrepris un doctorat en géométrie sous la supervision de Simon Donaldson, achevé en 1992, avec une thèse intitulée Hyper Complex and Quaternionic Manifolds and Scalar Curvature on Connected Sums,. Ensuite, il a occupé des postes de recherche à Christ Church, à Oxford, ainsi qu'à l'Université de Princeton et l'Université de Californie à Berkeley aux États-Unis.
Dominic Joyce est professeur à l'Université d'Oxford et membre du Lincoln College depuis 1995,,.

## Travaux
Joyce est connu pour sa construction des premiers exemples explicites connus de variétés de Joyce compactes, c'est-à-dire des variétés ayant une holonomie G2. Ce G2 manifold (en) est un objet géométrique de dimension sept qui intervient dans une des approches de la phénoménologie de la théorie M.

## Prix et distinctions
Il a reçu de la London Mathematical Society le prix Whitehead Junior en 1997 et en 2000 le prix EMS des jeunes mathématiciens de la Société mathématique européenne. Il est également lauréat du prix Adams en 2004 et il est Fellow of the Royal Society depuis 2012. Il est également orateur invité au congrès international des mathématiciens en 1998 à Berlin, avec une conférence intitulée « Compact manifolds with exceptional holonomy ».
En 2016 il reçoit le Prix Fröhlich.

## Sélection de publications
- Compact Manifolds with special holonomy, Oxford University Press, 2000 (lire en ligne)
- Riemannian holonomy groups and calibrated geometry, Oxford University Press, 2007[7]
- avec Yinan Chanson: A theory of generalized Donaldson-Thomas invariants, 2012 (lire en ligne) arxiv.org preprint